# Bruksgylet
Bruksgylet är en sjö i Karlshamns kommun i Blekinge och ingår i Mieåns huvudavrinningsområde. Sjön har en area på 0,126 kvadratkilometer och ligger 48,6 meter över havet. Sjön avvattnas av vattendraget Mieån.

## Delavrinningsområde
Bruksgylet ingår i det delavrinningsområde (623001-144060) som SMHI kallar för Mynnar i havet. Medelhöjden är 38 meter över havet och ytan är 22,16 kvadratkilometer. Räknas de 21 avrinningsområdena uppströms in blir den ackumulerade arean 284,03 kvadratkilometer. Avrinningsområdets utflöde Mieån mynnar i havet. Avrinningsområdet består mestadels av skog (22 procent), öppen mark (15 procent) och jordbruk (22 procent). Avrinningsområdet har 0,47 kvadratkilometer vattenytor vilket ger det en sjöprocent på 2,1 procent. Bebyggelsen i området täcker en yta av 8,33 kvadratkilometer eller 38 procent av avrinningsområdet.